# 31458 Delrosso
31458 Delrosso este un asteroid din centura principală de asteroizi.

## Descriere
31458 Delrosso este un asteroid din centura principală de asteroizi. A fost descoperit pe 15 februarie 1999 la San Marcello Pistoiese de Luciano Tesi și Andrea Boattini. Asteroidul prezintă o orbită caracterizată de o semiaxă mare de 2,64 ua, o excentricitate de 0,17 și o înclinație de 7,0° în raport cu ecliptica.